# ۲۶ شهریور
۲۶ شهریور صد و هشتاد و یکمین روز در گاه‌شماری خورشیدی است. به پایان آن ۱۸۴ روز (۱۸۵ روز در سال کبیسه) باقی‌است.

## رویدادها
- ۱۳۵۹ - رقابت ۲۶ شهریور ۱۳۵۹ تیم ملی فوتبال ایران با تیم ملی فوتبال سوریه در جام ملت‌های آسیا ۱۹۸۰
- ۱۳۶۴ - تشکیل نیروهای سه‌گانه در سپاه پاسداران به فرمان سید روح‌الله خمینی[۱]
- ۱۴۰۱ - خاکسپاری مهسا امینی

## زادروزها
- ۱۳۲۶ - عباس قادری، خواننده
- ۱۳۳۷ - قاسم آهنین‌جان، شاعر، فیلمساز و منتقد ادبی
- ۱۳۵۴ - مجید صالحی، بازیگر، کارگردان، نویسنده و تهیه‌کننده
- ۱۳۶۰ - ابوذر رحیمی، فوتبالیست
- ۱۳۶۳ - افشین چاوشی، بازیکن فوتبال
- ۱۳۶۴ - علی ضیاء، مجری و تهیه‌کننده تلویزیونی

## درگذشت‌ها
- ۱۳۵۶ - واروژ هاخباندیان، آهنگ‌ساز و تنظیم‌کننده موسیقی
- ۱۳۹۰ - احمد دشتی نجفی، مجتهد
- ۱۳۹۱ - محمدجان شکوری بخارایی، از اعضای آکادمی ملی علم‌های تاجیکستان و فرهنگستان زبان و ادب فارسی
- ۱۳۹۳ - احمد بیگدلی، رمان‌نویس
- ۱۳۹۵. عمه سکینه، زن نیکوکار هراتی.[۲]
- ۱۳۹۶ - علی‌اصغر معصومی شاهرودی، نماینده مردم استان خراسان رضوی در مجلس خبرگان رهبری
- ۱۴۰۲ - علی‌اصغر رحمانی خلیلی، نماینده حوزه انتخابیه بهشهر، نکا و گلوگاه در دوره نخست مجلس شورای اسلامی، دوره دوم مجلس شورای اسلامی و دوره ششم مجلس شورای اسلامی

## مناسبت‌ها
- روز اورژانس پیش‌بیمارستانی[نیازمند منبع]